# Staf Nees

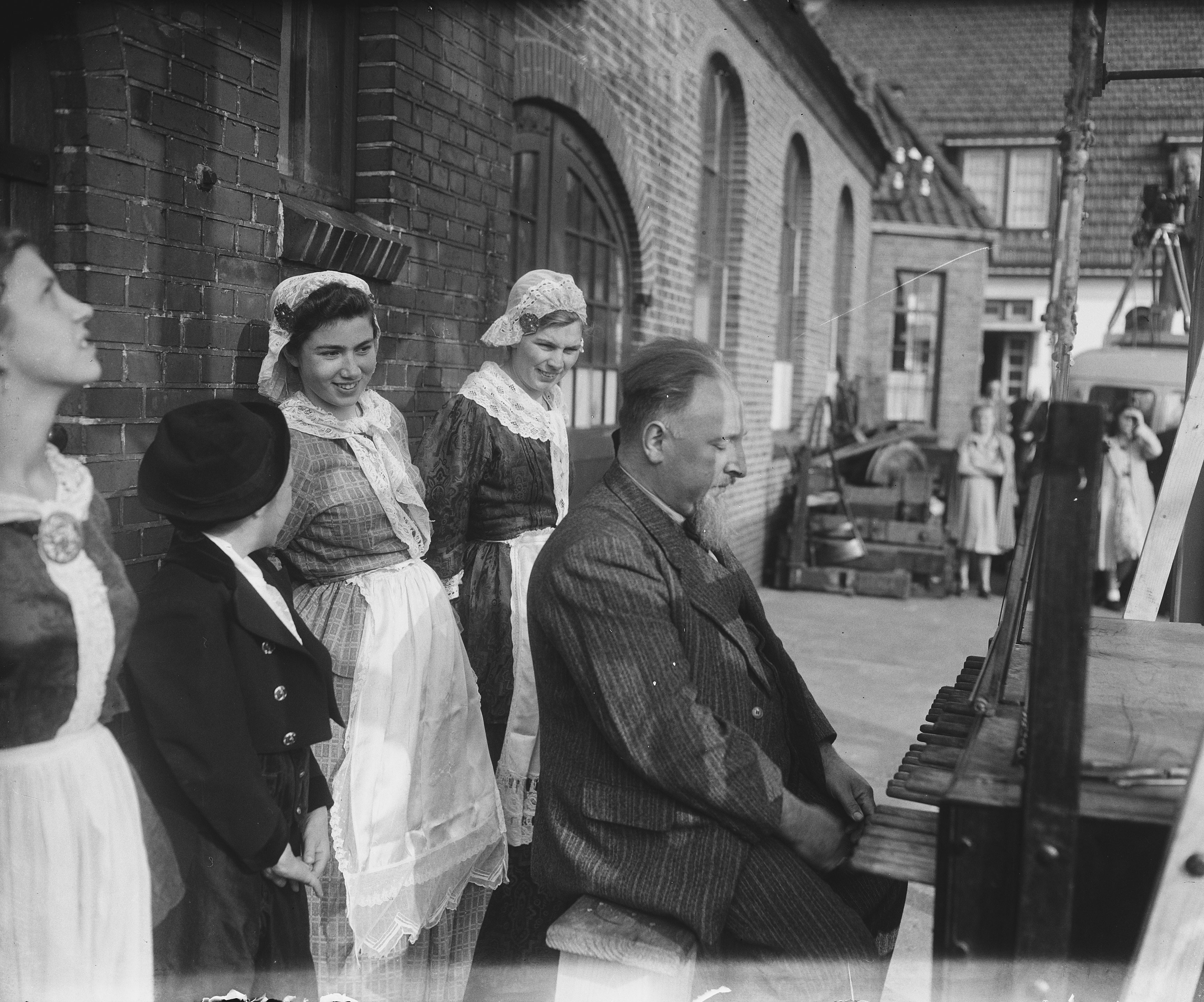
Staf Nees (1949)

Gustaaf Frans Nees (kurz Staf Nees) (* 2. Dezember 1901 in Mechelen; † 2. Januar 1965 ebenda) war ein belgischer Komponist und Glockenspieler (Carillonspieler). Er ist der Vater des Komponisten Vic Nees.

## Leben
Von 1916 bis 1922 studierte er am Musikkonservatorium in Mechelen und am Lemmens-Institut in Löwen, wo er 1922 den Lemmens-Tinel-Preis gewann. Seine Lehrer waren unter anderem die flämischen Musiker Julius van Nuffel und Lodewijk Mortelmans.
Staf Nees setzte seine Studien bei Jef Denijn an der Königlichen Glockenspielschule in Mechelen fort (1922–1924). Seit 1924 unterrichtete er am Lemmens-Institut, 1944 wurde er Direktor der Mechelener Glockenspielschule. 1958 gewann Staf Nees den Babalock-Preis.

## Werke

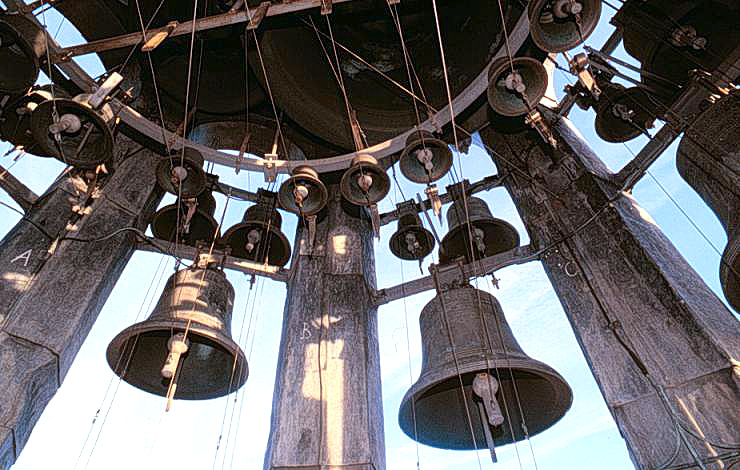
Turmglockenspiel (Carillon)

### Für Carillon (Turmglockenspiel)
- Preludium in C
- Rhytmendans
- Inleiding, Lied en Fuga 'Gekwetst ben ik van binnen'
- Preludium Super Te Deum
- Suite für Carillon
- Drie Pedaaloefeningen (1923)
- Toccata nach Mailly (1923)
- Variaties op „t Ros Beyaerd“ (1929)
- Rondo in oude trant (1933)
- Menuet en Trio (1933)
- Studie in d (1933)
- Fantasia I (1933)
- Toccata, Lied en Fuga op 'Daar staat een klooster in Oostenrijk' (1937)
- Fantasia II (1945)
- Fantasia auf alt-niederländische Kirchenlieder (1949)
- Klokkendansje (1950)
- Preludium in G (1951)
- Fantasia (postludium) over „O Denneboom“ (1951)
- Weemoed (klacht) (1954)
- Feestklokken (1956)
- Parafrase over een eigen St.Jozefslied (1964)

### Oratorien
- Simon Petrus (1935)
- Marien-Oratorium (1938)